# Schoenomyza fuscifacies
Schoenomyza fuscifacies är en tvåvingeart som beskrevs av Malloch 1934. Schoenomyza fuscifacies ingår i släktet Schoenomyza och familjen husflugor. Inga underarter finns listade i Catalogue of Life.